# 東北輓馬競技大会
座標: 北緯38度32分42.37秒 東経141度7分47.99秒 / 北緯38.5451028度 東経141.1299972度
東北輓馬競技大会（とうほくばんばきょうぎたいかい）は、宮城県遠田郡涌谷町で開催される祭りのひとつである春祭り。

## 概要
馬は、農耕や陸上の運搬の手段として、農業機械や自動車が主流になる以前は主要な役割を担っていた。その馬の力を競う競技会で古くから商業と流通の拠点として栄えてきた涌谷町で開催される。階級ごとに異なる荷重をかけたそりを馬に引かせ、2ヶ所の障害を置いた120mの直線コースを走り切るタイムを競う。引手と馬が人馬一体となって障害を乗り越える瞬間が見物である。

## 開催地
- 宮城県涌谷町涌谷下町 江合川左岸河川敷

## 主催
- まちづくり推進課商工観光班（涌谷町）

## 駐車場
- 無料 1000台

## アクセス
- 東北自動車道古川ICから約40分
- JR東日本石巻線涌谷駅から車で5分